# Leposoma
Leposoma es un género de pequeños lagartos que pertenecen a la familia Gymnophthalmidae. Se distribuyen desde el norte de Sudamérica y hasta el sur de Norteamérica.

## Especies
El género Leposoma se compone de las siguientes especies:
- Leposoma annectans Ruibal, 1952
- Leposoma baturitensis Rodrigues & Borges, 1997
- Leposoma caparensis Esqueda, 2005
- Leposoma ferreirai Rodrigues & Ávila-Pires, 2005
- Leposoma guianense Ruibal, 1952
- Leposoma hexalepis Ayala & Harris, 1982
- Leposoma ioanna Uzzell & Barry, 1971
- Leposoma nanodactylus Rodrigues, 1997
- Leposoma osvaldoi Ávila-Pires, 1995
- Leposoma parietale (Cope, 1885)
- Leposoma percarinatum (Müller, 1923)
- Leposoma puk Rodrigues, Dixo, Pavan & Verdade, 2002
- Leposoma rugiceps (Cope, 1869)
- Leposoma scincoides Spix, 1825
- Leposoma sinepollex[2] Rodrigues et al.', 1995
- Leposoma snethlageae Ávila-Pires, 1995
- Leposoma southi Ruthven & Gaige, 1924